# The Mote in God's Eye
The Mote in God's Eye (1974; in Nederland eerst uitgegeven als De splinter in Gods oog, 1978, en later als Splinter) is een sciencefictionroman van de Amerikaanse schrijvers Larry Niven en Jerry Pournelle. In dit verhaal wordt de eerste ontmoeting van de mensheid met een buitenaardse intelligentie beschreven.
Het boek was heel succesvol en is veelvuldig vertaald, maar won geen prijzen. Wel kreeg het een vervolg: The Gripping Hand (1993) van dezelfde auteurs (in het VK: The Moat around Murcheson's Eye). 

## Fictionele wereld
Het boek is gesitueerd in de toekomstige wereld die Pournelle gebruikte voor zijn Falkenberg's Legion verhalen, maar dan eeuwen later. De mensheid heeft vele planeten gekoloniseerd, maar heeft problemen met het besturen daarvan. Het is wel exact dezelfde wereld als in zijn King David's Spaceship, waarvan een eerdere versie verschenen was in korte verhaal-vorm als A Spaceship for the King (1973). 

### Politiek
De Falkenberg's Legion-verhalen eindigden met de vernietiging van de beschaving op aarde en de uitdaging om een nieuw overkoepelend politiek systeem op te bouwen van planeten, zonder de aarde. Tussen dat moment en het moment dat dit boek opent is er een Keizerrijk opgebouwd (met een keizerlijk huis op de planeet Sparta) en weer uit elkaar gevallen; een nieuw Tweede Keizerrijk is in opbouw (met hetzelfde keizerlijk huis, nog steeds op de planeet Sparta). Dit Tweede Keizerrijk heeft zich tot doel gesteld de hele mensheid onder één hand te verenigen, desnoods met geweld. Dit brengt zo zijn problemen met zich mee.
De centrale regering bestaat niet alleen uit de keizer maar ook uit een parlement waarin de diverse planeten een stem hebben, afhankelijk van de stand van hun technologische ontwikkeling. De bewoners van sommige planeten voelen zich daarbij achtergesteld.
Het verhaal speelt zich echter af op ruime afstand van de planeet Sparta, zodat de besluitvorming plaats vindt op de planeet Nieuw-Caledonië (New Caledonia), de sector-hoofdstad.

### Technologie
Ruimteschepen kunnen zich van ster naar ster bewegen via een beperkt sneller-dan-licht mechanisme (Alderson Drive) via een vast en uniek vertrek- dan wel ingangspunt. Binnen planetenstelsels bewegen schepen zich via een meer traditioneel mechanisme. Kleinere ruimteschepen kunnen op planeten landen, maar grotere niet.
Een andere belangrijke technologische innovatie is een krachtveld dat ruimteschepen beschermt (Langston Field). Dit absorbeert energie: hoe hoger de binnenkomende energie, hoe minder energie er door het krachtveld passeert. Langzaam bewegende objecten kunnen wel door het krachtveld passeren. Dit krachtveld vraagt continue energie om zijn vorm te behouden: bij falen implodeert het en blijft er van het schip niets over. Bij plaatselijk falen raakt het schip allicht beschadigd.
Ook de Falkenberg's Legion-verhalen kenden deze Alderson Drive, zodat de mensheid in de tussenliggende eeuwen slechts beperkte voortgang gemaakt lijkt te hebben. Dit wordt geweten aan de tussenliggende ineenstorting van het Keizerrijk. Het Tweede Keizerrijk heeft op technologisch gebied het Eerste Keizerrijk nog niet geëvenaard.

### Cosmografie / Astrografie
Vanuit Nieuw-Caledonië is een grote rode ster te zien (Murcheson's eye), door sommigen beschouwd als het "oog van God", met daarbij een kleine witte ster, de "splinter" in dat oog. Die kleine witte ster is moeilijk te bereiken en niemand heeft ooit de moeite genomen om erheen te gaan. Het 'Alderson punt' dat erheen voert bevindt zich in de grote rode ster, zodat een schip kan niet al te lang in de buurt kan blijven alvorens het beschermende krachtveld overbelast raakt. Het 'Alderson punt' is ook niet zo makkelijk te vinden: om de exacte locatie van een 'Alderson punt' te vinden is de nodige apparatuur en denkkracht vereist. 

### De Splinters
Het buitenaards ras, door de mensen "Splinters" genoemd, bevolkt niet alleen de enige Aardse planeet maar ook de astroiden in hun sterrenstelsel. Ze zijn behaard en ongeveer 1.3 m lang en hebben twee benen en drie armen: twee normale armen aan de rechtererkant voor preciesiewerk, en een enorme aan de linkerkant voor zwaar werk. Hun samenleving bestaat uit sterk gespecialiseerde kasten, die taken kan volbrengen met een niveau van perfectie waar mensen niet aan kunnen tippen.
Intelligente kasten zijn:
- Meesters, Splinters met een witte vacht, besturen, organiseren en maken beslissingen;
- Ingenieurs, Splinters met een bruine vacht, die machines ontwerpen en bouwen;
- Diplomaten, kruisingen van Meesters met Ingenieurs (bruin met witte vlekken). Zij treden in onderhandelingen en zijn zo goed in vreemde talen dat ze de menselijke taal al leren voordat mensen de hunne kunnen leren.
- Dokters, die andere Splinters genezen.

Semi-intelligente kasten zijn:
- Instrumentenmakers, een miniatuurvorm met vier armen, die apparaten kunnen repareren en aanpassen, en door de Ingenieurs als hulpjes worden gebruikt. Op de MacArthur worden ze "Kaboutertjes" genoemd omwille van hun formaat en omdat ze kapotte machines repareren als men ´s nachts eten voor hen achterliet. Ze veroorzaken echter een plaag die noodzaakt tot de evacuatie van de MacArthur en een voorproefje geeft van de consequenties van de biologie van de Splinters.
- Boeren, die landbouw bedrijven.
- Verhuizers, die zware lasten verplaatsen.
- Krijgers, gespecialiseerd in oorlogsvoering. Zij zijn supersoldaten die hun menselijke equivalenten ver overtreffen, vooral in combinatie met geavanceerde Splintertechnologie. Het bestaan van Krijgers wordt door de Splinters angstvallig voor de mensen geheim gehouden.

Alle Splinterrassen veranderen regelmatig van geslacht maar moeten een kind krijgen om van vrouwelijk naar mannelijk te wisselen. Doen ze dat niet, dan overlijden ze door een hormonenoverschot. Dit veroorzaakt hun hoge voorplantingssnelheid met navenante gevolgen, gedemonstreerd door de plaag op de MacArthur. Splinters zijn minder goede uitvinders dan mensen en door hun sterke specialisatie slechter in "out of the box" denken, maar wanneer ze eenmaal iets nieuws hebben ontdekt wordt deze uitvinding geperfectioneerd tot een niveau dat de mensheid ver overtreft. Ze kennen bijvoorbeeld geen Langstonveld maar wanneer ze dit eenmaal van de mensheid afkijken verbeteren ze dit ook direct.

## Thematiek
Het boek speculeert niet alleen over hoe het contact met een buitenaardse intelligentie kan verlopen, maar is ook sterk gericht op de tactische en strategische aspecten van de situatie. Het eigenlijke contact leggen gebeurt vooral van de andere kant: de nieuw-ontdekte intelligente wezens zijn daar veel beter in, zodat het boek niet veel zegt over de capaciteit van mensen tot zo'n eerste contact. De strategische overwegingen zijn daarentegen wel een menselijke kwestie: de astrografische situatie bepaalt dat de mensen het voor het zeggen hebben, mits ze het met elkaar eens worden. 
Vanuit een moreel gezichtspunt is het opmerkelijk dat de mens als de minder ontwikkelde partij moet beslissen over een andere, meer geavanceerde soort. Het niet nemen van een beslissing is uiteraard ook een beslissing, en uitstellen is er niet bij.
Het gezichtspunt van de Splinters weerspiegelt thema´s waar de mensheid zelf maar al te bekend mee is: overbevolking, vervuiling en wapenwedlopen. Door hun biologie hebben Splinters een zeer hoog voorplantingstempo, en dit leidt al snel tot vervuiling, concurrentie on hulpbronnen, hongersnood en oorlog. Geboortenbeperking of infanticide leverde altijd een numeriek nadeel op, waardoor dit niet als optie wordt gezien. Interstellaire uitbreiding is eveneens niet mogelijk omdat ze weliswaar de Alderson-aandrijving maar niet het Langston-veld kennen en het enige Alderson-punt naar het inwendige van de Rode Reus Murcheson´s Eye leidt, waar een ruimteschip zonder Langston-veld onherroepelijk wordt vernietigd. De geweldsspiraal leidde telkens onvermijdelijk tot het einde der beschaving waarna deze werd herbouwd. Deze "Cycli" accepteren de Splinters gelaten, hoewel ze geloven in een mythische figuur, "Gekke Gerrit", die de Cycli wil doorbreken. Het bezoek van de mensheid opent voor hen eveneens nieuwe perspectieven, vooral de mogelijkheid uit hun sterrenstelsel te ontsnappen.

## Het verhaal
3017: Het boek opent net na de capitulatie van New Chicago, een planeet die in opstand was gekomen, en nu weer terug onder het gezag van het Tweede Keizerrijk wordt gebracht. De aristocratische Rod Blaine (Commandant Lord Roderick Blaine), tot dan toe eerste officier van de slagkruiser MacArthur, krijgt het commando over dit  schip, zij het wel in beschadigde toestand. Hij krijgt twee vooraanstaande passagiers mee. Ten eerste, de eveneens aristocratische Sally Fowler (Lady Sandra Bright Fowler ) die net haar studie anthropologie had afgerond, toevallig op de planeet terechtgekomen was en in een interneringskamp aanmerkelijk geleden had. En Horace Bury (Horace Hussein Bury), een arabische magnaat die ervan verdacht wordt de opstand georganiseerd te hebben en die veilig opgeborgen dient te blijven, hangende het onderzoek.
De eerste bestemming is Nieuw-Caledonië waar het schip hersteld kan worden. Als MacArthur in dat stelsel arriveert, ontvangen ze de opdracht om een mysterieus schip van niet-menselijke oorsprong te ontmoeten. Dit schip is, aangedreven door een lichtzeil, door de normale ruimte over een afstand van vijfendertig lichtjaren naar Nieuw-Caledonië gekomen. Nadat dit schip MacArthur onder vuur genomen heeft, neemt Blaine het aan boord. 
Op Nieuw-Caledonië wordt het schip geopend en blijkt een dood, maar vreemd bruin wezen, met witte vlekken, te bevatten, van circa 1,3 m lang. Er wordt besloten tot een tegenbezoek, maar de vraag is wat de aard van dat bezoek zal zijn. Enerzijds wordt gepleit voor een stevige militaire expeditie, anderzijds voor een wetenschappelijke expeditie die handelsmogelijkheden zal onderzoeken. Besloten wordt tot een compromis: MacArthur zal gaan, inclusief Lady Fowler en magnaat Bury, met verder alle wetenschappers die maar in het schip te passen zijn. Daarnaast gaat ook het slagschip Lenin mee, maar met de exclusieve opdracht te zorgen dat geen militaire geheimen verloren zullen gaan (te weten, de Alderson Drive en het Langston Field), ook als dat zou betekenen dat MacArthur vernietigd moet worden. 
Het bezoek heeft twee fases: er wordt eerst contact gemaakt in de ruimte. Het blijkt dat de bruin-witte vorm zeer goed is in communicatie, zo goed dat het eerste contact heel eenzijdig is: de 'Splinters' (Moties) leren vlot de menselijke standaardtaal, maar mensen leren slechts enkele woorden van hun taal. Daarnaast is er een bruine vorm die nauwelijks communiceert, maar wel heel goed is met techniek. Ook is er een miniatuurvorm; deze weet op MacArthur te ontsnappen en blijkt zich als een plaag te vermeerderen. De plaag wordt (kennelijk) succesvol bestreden.
Omdat dit contact in de ruimte niet genoeg informatie oplevert, bezoekt een kleine delegatie ook de planeet. Er blijken heel veel gespecialiseerde vormen van 'Splinters' te bestaan, in allerlei kleuren en formaten, elk toegewijd aan een bepaald beroep, waarin ze dan ontstellend goed blijken. Zo zijn alle auto's op de planeet individueel verschillend omdat elke auto een eigen (bruine) chauffeur/mechanieker heeft die voortdurend de auto onderhoudt en herontwerpt om deze hyperefficiënt te houden. De macht tot beslissingen hoort tot een vorm met een puur witte vacht. 
Dan blijkt de plaag van de miniatuurvormen op MacArthur uit de hand gelopen. Het bezoek wordt afgebroken, en MacArthur wordt vernietigd, met aanmerkelijk verlies van mensenlevens onder de bemanning. Het andere schip, Lenin gaat terug naar Nieuw-Caledonië (nu volgepakt met geëvacueerde wetenschappers), maar krijgt ondertussen de vraag om een drietal ambassadeurs mee terug te nemen. Na enig wikken en wegen wordt daarmee ingestemd.
Op Nieuw-Caledonië wordt alle informatie bij elkaar gelegd om de vraag te beantwoorden die al van het begin speelde: zijn de 'Splinters' een enorme kans (onder andere, op technische vooruitgang), een enorme bedreiging, of beide? Pressiegroepen oefenen veel druk uit. Er volgt een spannende ontknoping.

## Geschiedenis
De auteurs zijn drie jaar bezig geweest het boek te schrijven, dat de werktitel Motelight had. Toen na die drie jaar het boek "af" was, werd het boek herzien; het werd ingekort met zo'n dertig procent en kreeg een andere titel. Van het verwijderde materiaal is de "Prologue" later afzonderlijk gepubliceerd; zo ook een deel van het eerste hoofdstuk dat als kort verhaal onder de titel "Reflex" gepubliceerd is.
Het boek is gesitueerd in de toekomstige geschiedenis die Pournelle gebruikte voor zijn "Falkenberg's Legion"-verhalen. Voor dat doel had Pournelle gevraagd aan Dan Alderson van Caltech's Jet Propulsion Laboratory om de theorie achter een ruimtedrive en een krachtveld te ontwikkelen (vandaar, de Alderson Drive). De achterliggende fysica wordt door de auteurs vergeleken met een strak gespannen, ietwat elastische folie. Als op het folie objecten gelegd worden, zeg, stenen, veroorzaken die elk een kuiltje. Waar er twee stenen bij elkaar in de buurt liggen worden die kuiltjes verboden door vouwen in het folie: de diepste vouw is te vergelijken met de verbindingslijn tussen twee sterren. Als er nog een derde (en vierde, etc) steen bij wordt gelegd kunnen de vouwen zich iets verplaatsen: de verbindingslijn tussen twee sterren wordt beïnvloed door andere, nabije sterren. Het totale strategische effect is volgens de auteurs wel enigszins te vergelijken met de beginperiode van stoomschepen (tot de Eerste Wereldoorlog).
Het uitgangspunt was om de bestaande fictionele wereld het verhaal te laten vormen, in plaats van eerst het verhaal te schrijven en daarna de fictionele wereld erbij te bedenken.

## Prijzen en nominaties
- Genomineerd voor de Nebula Award voor “Beste Roman” in 1975.
- Genomineerd voor de Hugo Award voor “Beste Roman” in 1975.